# 마고성
마고성(麻姑城)은 신라의 박제상이 지은 부도지(符都誌)에서 있는 상상 속의 지역이다.

## 부도지에 있는 마고성
지상에서 가장 높은 마고성의 여신인 마고에게 두 딸이 있고 이들에게서 황궁씨(黃穹氏), 백소씨(白巢氏), 청궁씨(靑穹氏), 흑소씨(黑巢氏)의 남녀 각 1명의, 8명이 태어났고, 이들이 각각 3남 3녀를 낳았는데이것이 인간의 시조이며 몇대를 지나 자손이 3000여명이 되었다고 한다.
성(城)안의 사람들은 품성이 순수하여 능히 조화를 알고 지유(地乳)를 마시므로 혈기가 맑았고 수명은 한없이 길고 누구나 스스로 지키는 자재율로 질서를 이루었다.
어느날 백소씨(白巢氏)의 일족인 지소씨(支巢氏)가 지유(地乳)대신 포도를 먹고 다른 사람에게도 먹게 함으로써 5미(味)의 맛에 취하고 다른 생명을 취함으로써 천성을 잃게 되고 수명이 줄어들게 되었다. 이들은 성에서 쫓겨나게 되었고 성안에도 지유(地乳)가 끊어져 모든 사람들이 풀과 과일을 먹게 되었다.
이런 사태에 대하여 모든 사람들의 어른인 황궁씨(黃穹氏)가 책임을 지고 마고 할머니 앞에 복본(復本: 근본으로 돌아감)을 서약하고 모든 사람의 4파로 나누어 성을 떠남에 있어 황궁씨(黃穹氏)는 일행을 이끌고 북쪽 문으로 나가 현 동북아시아 지역의 천산주(天山州)로 갔다.
황궁씨(黃穹氏)와 그의 자손인 유인씨(有因氏) 그리고 유인씨(有因氏)의 자손인 한인씨(桓因氏)가 천년씩 3천년동안 복본을 위해 몸과 마음을 열심히 닦은 결과 기후가 안정되고 사람들의 의식이 상승하여 인성을 회복하게 되었다고 한다.
마고성의 마고는 막고와 같으며 마고는 단지 오래된 옛을 마고라 한다.

## 전해오는 이야기
옛날 한 나무꾼이 나무를 하러 산 속 깊이 들어갔다가 우연히 동굴을 발견했다. 동굴 안으로 들어가니 길이 점점 넓어지고 훤해지면서 눈앞에 두 백발노인이 바둑을 두고 있는 것이 보였다.
나무꾼은 무심코 서서 바둑 두는 것을 보고 있다가 문득 돌아갈 시간이 되었다는 생각이 들어 옆에 세워 둔 도끼를 집으려 했는데 도끼자루가 바싹 썩어 집을 수가 없었다.
이상하게 생각하면서 마을로 내려와 보니 마을의 모습은 완전히 바뀌어 있었다. 한 노인을 만나 자기 이름을 말하자, 노인은 “그분은 저의 증조부 어른이십니다.”라고 대답하더라는 것이다.
중국의 무릉도원(武陵桃源)처럼 산속을 헤매던 남자가 자기도 모르는 사이에 '낙원'으로 들어가고 그곳에는 풍요로운 논밭이 이어져 있고 사람들은 평화로운 나날을 보내게 되고 며칠 간 머물다가 남자는 다시 집으로 돌아가는데 다시 이곳에 오려고 하지만 낙원은 두 번 다시 모습을 보이지 않았다는 곳, 도원경이라 불리는 중국의 '낙원'은 신비에 싸인 별천지이다. 이상향 같은 곳이다.

6세기경 간행된 『술이기(述異記)』에는 진(秦)나라 때 왕질(王叱)이라는 나무꾼이 절강성 상류 구주의 석실산으로 나무를 하러 갔다는 서두로 시작되는 같은 이야기가 실려 있으며, 에버하르트(Eberhard, W.)가 채록한 중국 민담 중에도 한국의 것과 공통된 이야기가 구전되고 있다.
'신선놀음에 도끼자루 썩는 줄 모른다.'는 속담의 근원설화로 한자어로 ‘선유후부가설화(仙遊朽斧柯說話)’라고도 한다. 전국적으로 분포되어 있으며 전설로도 일부 전해지고 있다. 황해도 평산읍(平山邑)에 가마골(부동(釜洞)이라는 마을)이 있는데 이곳에 선암(仙巖)과 난가정(欄柯亭)이 있어 옛날 신선들이 이곳에서 바둑을 두었다고 전해온다.
부도지에 있는 마고성에서는 백소씨의 일족인 지소씨가 포도를 먹는 것과 천성을 잃고 수명이 줄어들게 되어 성에서 쫓겨났다는 것은 기독교 에덴동산과 일부 유사한 점을 보아 이 당시 사람들의 이상적인 지역이었다고 학자들은 추측하고 있다.

## 같이 보기
- 부도지
- 지명
  - 별천지
  - 무릉도원
  - 정토
  - 낙원
- 민담
- 설화
- 전설